# Niagara-vízesés
A Niagara-vízesés (angolul: Niagara Falls, franciául: les Chutes du Niagara) hatalmas vízesésegyüttes a Niagara folyón Kanada és az Amerikai Egyesült Államok határán, elválasztva Ontario tartományt és New York államot. Niagara Falls (Ontario) és Niagara Falls (New York) ikervárosok között található, 27 km-re Buffalótól.

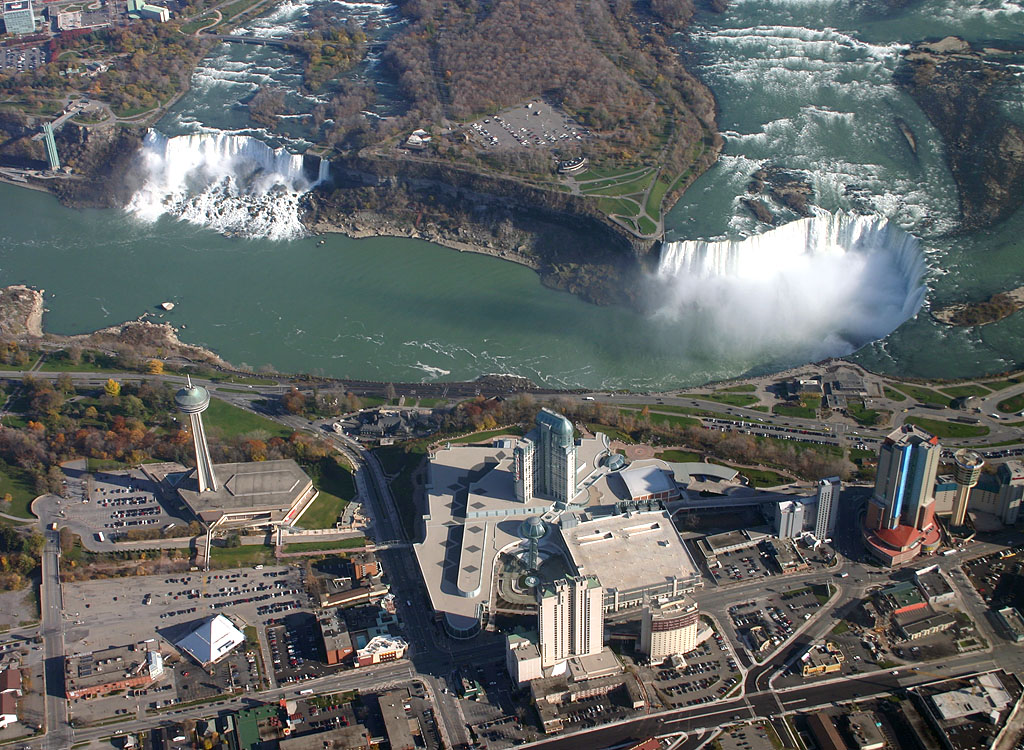
A Kecske-sziget bal oldalán az Amerikai-zuhatag, jobb oldalán a Patkó-zuhatag

A Niagara-vízesés két fő részből áll, melyeket a Kecske-sziget választ el: a Patkó-zuhatag a határ kanadai oldalán és az Amerikai-zuhatag az amerikai oldalon. Szintén az amerikai oldalon található még a kisebb Menyasszonyi fátyol-zuhatag, melyet a Luna-sziget különít el.

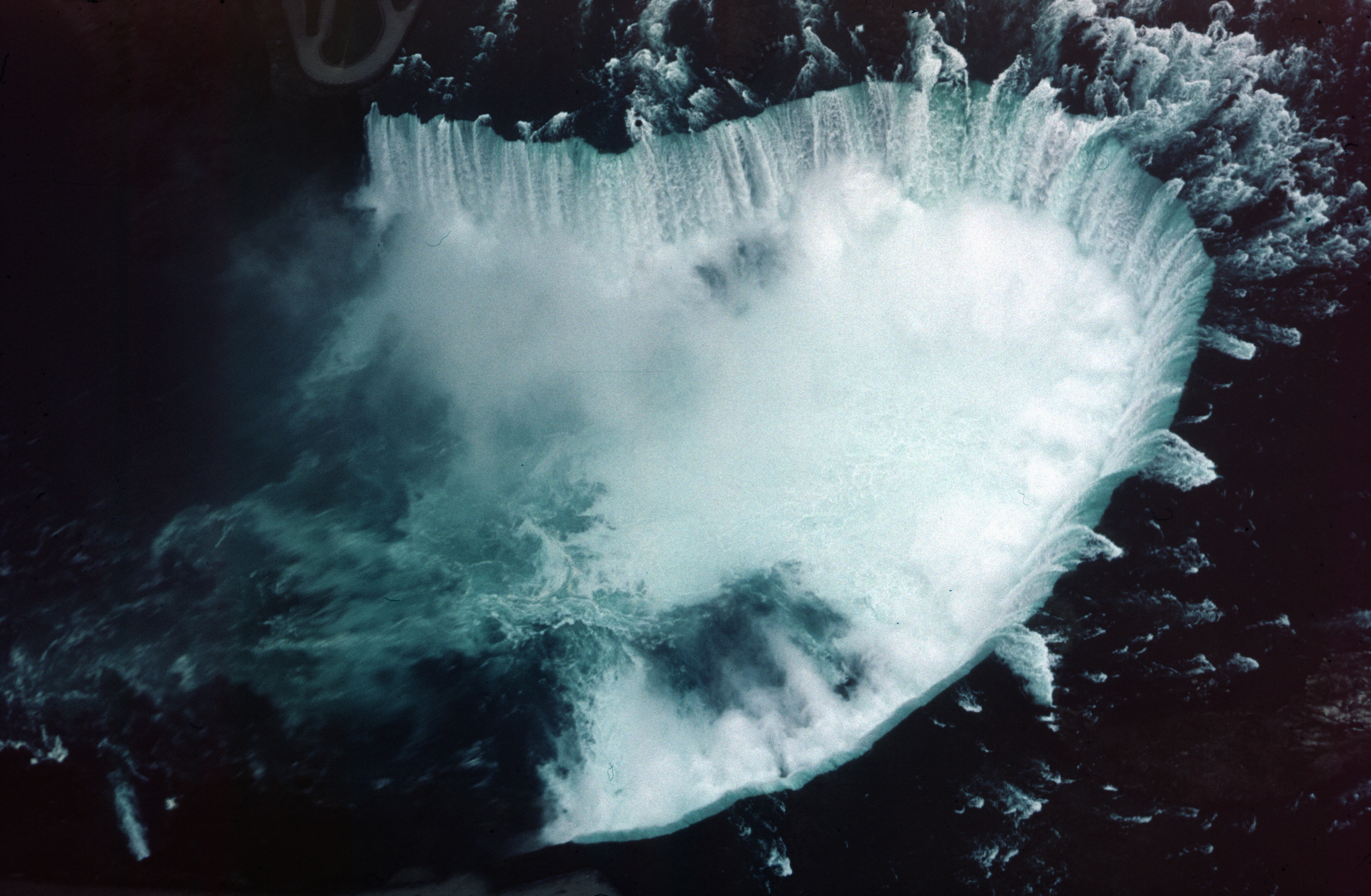
A Patkó-zuhatag

A vízesés együttes a gleccserek visszahúzódásakor formálódott, a Wisconsin-gleccseresedés végén az utolsó jégkorszakban; a víz az újonnan létrejött Nagy-tavakból vájt utat magának ide a Niagara-lejtőn át az Atlanti-óceán irányába.
Bár nem rendkívül magas, a Niagara-vízesés nagyon széles: több mint 168 000 m³ zúdul le minden percben magas vízállás esetén, és 110 000 m³ átlagosnál. Ez a legnagyobb vízhozamú vízesés Észak-Amerikában.
A Niagara-vízesés egyszerre csábító szépsége és hasonlóan értékes hidroelektromos ereje miatt. Az egyensúly megteremtése a természetes megőrzés, az üdülési, kereskedelmi és ipari felhasználások között kihívást jelent a gondviselők számára a 19. századtól fogva.